# Bradysia praemonticola
Bradysia praemonticola är en tvåvingeart som beskrevs av Werner Mohrig och Nina Krivosheina 1989. Bradysia praemonticola ingår i släktet Bradysia och familjen sorgmyggor. Inga underarter finns listade i Catalogue of Life.